# Kloster Solberga
Das Kloster Solberga (Mons Solis) war ein Zisterziensernonnenkloster bei Visby auf der Insel Gotland in Schweden. Es wurde rund 350 m südlich des Visbyer Stadttors Söderport errichtet. Möglicherweise erfolgte die Gründung von Kloster Vreta aus. Das Kloster stand unter der Aufsicht des Abts von Kloster Roma.

## Geschichte
Die Klostergründung erfolgte im Jahr 1246. Solberga war das einzige schwedische Kloster des Zisterzienserordens, das in der Nähe einer Stadt lag. Nach der Schlacht von Visby im Jahr 1362 wurden viele der Gefallenen auf Klostergrund begraben. In den kriegerischen Auseinandersetzungen der Jahre 1398 bis 1403 dürfte die Klosteranlage zerstört worden sein. Der Konvent wurde zunächst an die Sankt-Jakobs-Kapelle innerhalb der Stadtmauern von Visby und 1469 an die Sankt-Gertruden-Kapelle verlegt. Spätestens um 1531 dürfte das Kloster mit der Einziehung von Kloster Roma durch die dänische Krone, unter deren Herrschaft Gotland seit 1408 stand, eingegangen sein.

## Anlage

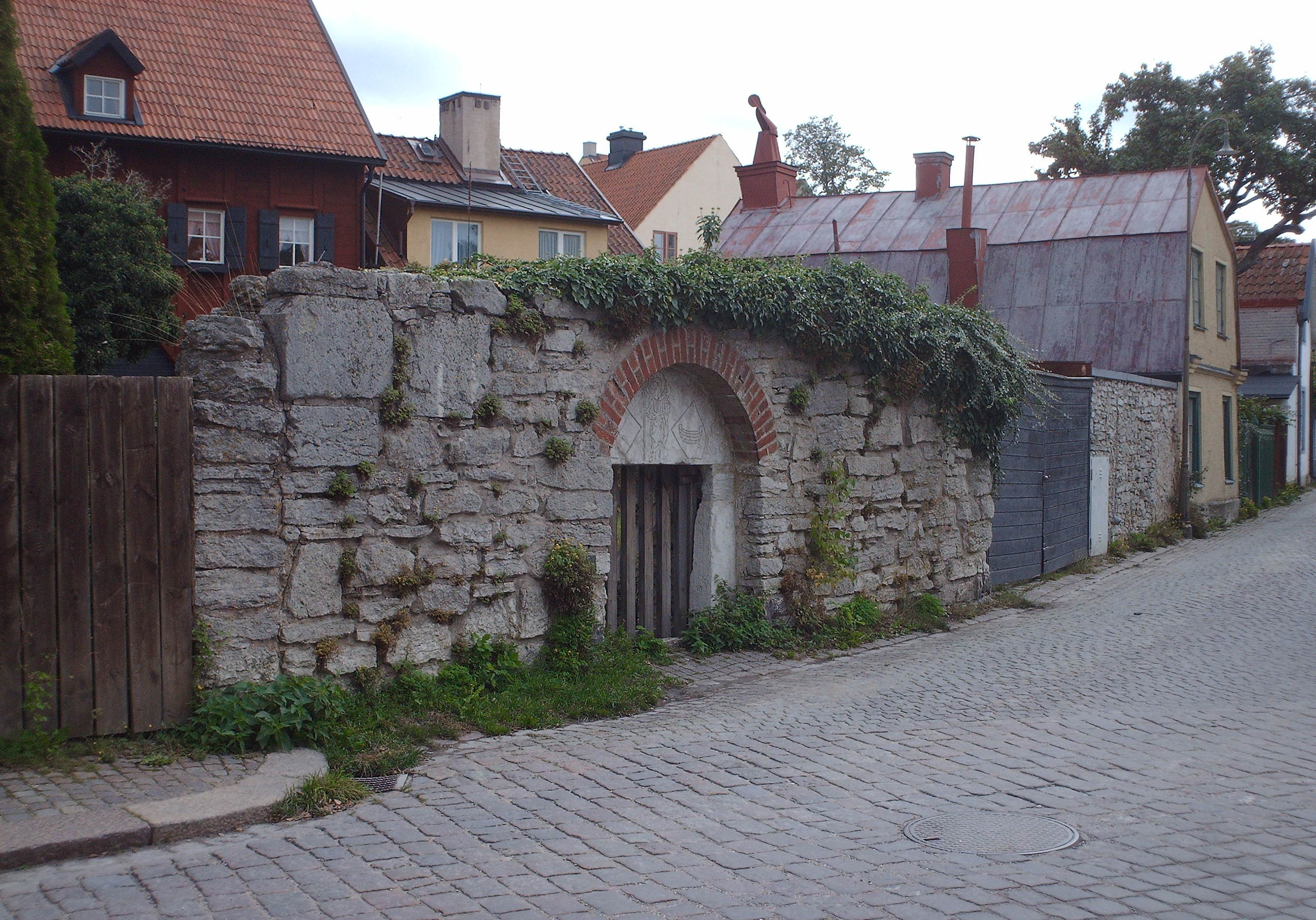
Reste der Sankt-Gertruden-Kapelle

Im 20. Jahrhundert wurden Reste der Klosterkirche in Form eines griechischen Kreuzes ergraben. Von der Sankt-Gertruden-Kapelle sind Reste erhalten.